# گابریله واریاله
گابریله واریاله (ایتالیایی: Gabriele Varriale) تدوین‌گر اهل ایتالیا است.
از فیلم‌ها یا مجموعه‌های تلویزیونی که وی در آن‌ها نقش داشته است، می‌توان به ما هفت خواهر بودیم، زن زناکار، برنج تلخ، آنا و رم ساعت ۱۱:۰۰ اشاره نمود.